# Le Liban (loge maçonnique)
Pour les articles homonymes, voir Liban (homonymie).
« Le Liban » est le titre distinctif d'une loge maçonnique fondée le 29 juillet 1868 à Beyrouth sous les auspices du Grand Orient de France.

## Historique

### Fondation
La loge « Le Liban » est créée le 29 juillet 1868. Le temple est alors situé dans le quartier disparu du Gargoul où les francs-maçons se réunissent tous les jeudis.[réf. incomplète]
Sur ses 18 membres fondateurs, 12 sont issus de l'atelier « Palestine no 415 », érigée à Beyrouth le 6 mai 1861 sous l'autorité de la Grande Loge d'Écosse.

### Objectifs
La loge a pour objectif de renforcer le milileu associatif visant à émanciper les consciences par la connaissance et la science.  C'est aussi un espace permettant les échanges, à un moment où les espaces de liberté se restreignent sous le pouvoir naissant du Sultan ottoman Abdulamid.

### Les premiers pas de la loge
En juin 1869, les membres de la loge envisagent de créer une école portant le nom de « Société philanthropique ». Cette désignation n’est pas un hasard, comme l’explique Pierre-Yves Beaurepaire car elle est « indissociable des combats pour la laïcité, notamment dans le champ éducatif »,. Néanmoins, le projet n'aboutit pas par manque de moyens financiers,.
La loge « Le Liban » appuie en 1921 la demande de création de la loge « Syrie » située à Damas Le premier vénérable maitre et membre fondateur de ce nouvel atelier est Neeman Abou Chaar, initié dans la loge Liban en 1873.

## Personnalités notables membre de la loge
| Année     | Affilié                                         | observation |
| --------- | ----------------------------------------------- | --- |
| 1871      | - Le Chevalier Georges; Initié dans cette loge. | Initié dans cette loge. |
| 1873      | Neeman Abou Chaar                               | Initié dans cette loge en 1873, il devient maitre en 1875 puis Chevalier Kadosh (30e du REEA) Il est l'un des fondateurs et premier vénérable maitre de la loge Syrie à Damas en 1921. |
| 1881      | - Makâryûs, Shâhîn                              | est secrétaire.dans cette loge |
| 1889      | - Arslân, Emîn                                  | initié le 24 août 1889 |
| 1891      | - Sursock, Girgi Dimitri                        | « Vénérable » de 1891 à 1913. |
| 1906      | - Nâmî, Ahmad, - Sursock, Girgi Dimitri         | initié en 1906. « Vénérable » |
| 1907      | - Debbas Charles, - Sursock, Girgi Dimitri      | initié en 1907. « Vénérable » |
| indéfinie | - Midhat Pacha, Ahmet Sefik. - Zaydan Jorge.    | |

## Archives
- Fond maçonnique du GODF transféré à la BNF, Pavillon Richelieu : Loge Le Liban, cartons FM2-853 de1868-1875, FM2-1143 de 1876 à 1902.
- Pour la période de1903 à 1914 les archives sont directement consultables à la Bibliothèque du GODF, carton no 685.